# أحمد إنلطجين
أحمد إنلطجين (ويكتب أيضًا ينلطجين)، كان قائدًا تركيًا خدم في عهد الحكام الغزنويين الأوائل، لكنه تمرد ضدهم لاحقًا.

## السيرة
في بداية حياته المهنية، شغل أحمد منصب أمين صندوق الحاكم الغزنوي محمود، وكانت تربطه علاقات جيدة به. عندما توفي محمود في عام 1030، خلفه ابنه محمد الغزنوي، الذي خلعه شقيقه الأكثر كفاءة مسعود الأول بعد فترة وجيزة، ولأنه كان يكره خدم والده، فأجبر أحمد على التنازل عن الثروات التي جمعها.[بحاجة لمصدر]
على الرغم من أن أحمد لم يكن لديه أي خبرة عسكرية، فقد عُين في عام 1031 م كقائد أعلى للجيش في الهند وكان متمركزًا في لاهور. كانت مهمته بشكل رئيس جمع الجزية من الأمراء الهنود، ولكن من أجل الانتقام من المعاملة السيئة التي تعرض لها خلال حياته المهنية، بدأ في تجنيد المرتزقة الأتراك من آسيا الوسطى، وفي عام 1033 م تمرد ضد مسعود، الذي أرسل بعد فترة وجيزة جيشًا، هزمه أحمد بسهولة، وتمكن حتى من قتل قائد الجيش. ثم أرسل مسعود جيشًا آخر بقيادة رجل دولة هندي اعتنق الإسلام يُدعى تيلاك، والذي تمكن من هزيمة أحمد إنلطجين، الذي غرق أثناء محاولته عبور نهر السند للهروب من تيلاك.